# 委陵菜族
委陵菜族（Potentilleae）是蔷薇科的一个族。 
模式属是委陵菜属。

## 属
- 羽衣草属（Alchemilla）
- 霓裳草属（Aphanes）
- 蕨麻属（Argentina）
- 短蕊山莓草属（Chamaecallis）
- 地蔷薇属（Chamaerhodos）
- 沼委陵菜属（Comarum）
- 金露梅属（Dasiphora）
- 石陵菜属（Drymocallis）
- 草莓属（Fragaria）
- Horkelia
- Horkeliella
- 鼠莓属（Ivesia）
- 绵刺属（Potaninia）
- 委陵菜属（Potentilla）
- 山莓草属（Sibbaldia）
- 毛莓草属（Sibbaldianthe）[2][3]